# João Gomes (balonmanista)
João Pedro Vinhas Silva Gomes (Maia, 6 de septiembre de 2002) es un jugador de balonmano portugués que juega de lateral derecho en el Sporting CP. Es internacional con la selección de balonmano de Portugal.
Su primer gran campeonato con la selección fue el Campeonato Mundial de Balonmano Masculino de 2025.

## Palmarés

### Sporting de Portugal
- Liga de Portugal de balonmano (1): 2024
- Copa de Portugal de balonmano (1): 2024

## Clubes
| Club         | País     | Año       |
| ------------ | -------- | --------- |
| Águas Santas | Portugal | 2019-2023 |
| Sporting CP  | Portugal | 2023-Act. |